# Marmatie
Cet article concerne le voïvodat médiéval de Marmatie. Pour l'ancien comitat hongrois, voir Máramaros (comitat). Pour le județ roumain, voir județ de Maramureș.
1320–1402
Cet article traite de la région historique de Marmatie (en roumain Țara Marmației ou Voievodatul Marmației, en ukrainien Мармарощина Marmarochtchyna, en hongrois Máramaros ou Máramarosi vajdaság, en allemand Marmarosch) qui est un ancien voïvodat du Moyen Âge, vassal de la couronne hongroise, situé au pied des Carpates orientales, dans le haut bassin de la rivière Tisza, aujourd’hui à cheval sur la Roumanie au nord de la Transylvanie (Est du județ de Maramureș), et l’Ukraine en Ruthénie subcarpatique (Est de l’oblast d’Ukraine transcarpatique). Pour le comitat hongrois qui lui a succédé et pour le județ roumain qui a succédé au comitat, voir respectivement Máramaros et Maramureș.
Ce voïvodat était un duché slavo-roumain du XIIIe siècle dont la capitale historique était la cité d’Ostrovu Marmației sur la Tisa, aujourd’hui Sighetu Marmației (Sighet en français, Острів-Мармароський en  Ostriv-Marmaroski, Sihota en rusyn, Máramarossziget en hongrois) en Roumanie, à la frontière roumano-ukrainienne. La Marmatie est considérée comme une « Romanie populaire » par l’historiographie roumaine (Al. Xenopol, N. Iorga, C. Giurescu et F. Constantiniu) et comme une « Sklavinie » par l’historiographie ukrainienne (O.D. Boïko, V.I. Borisenko, R. Ivantchenko, A. Kotsur, V. M. Litvine, V.M. Mordvintsev et A.G. Slyousarenko). 

## Histoire

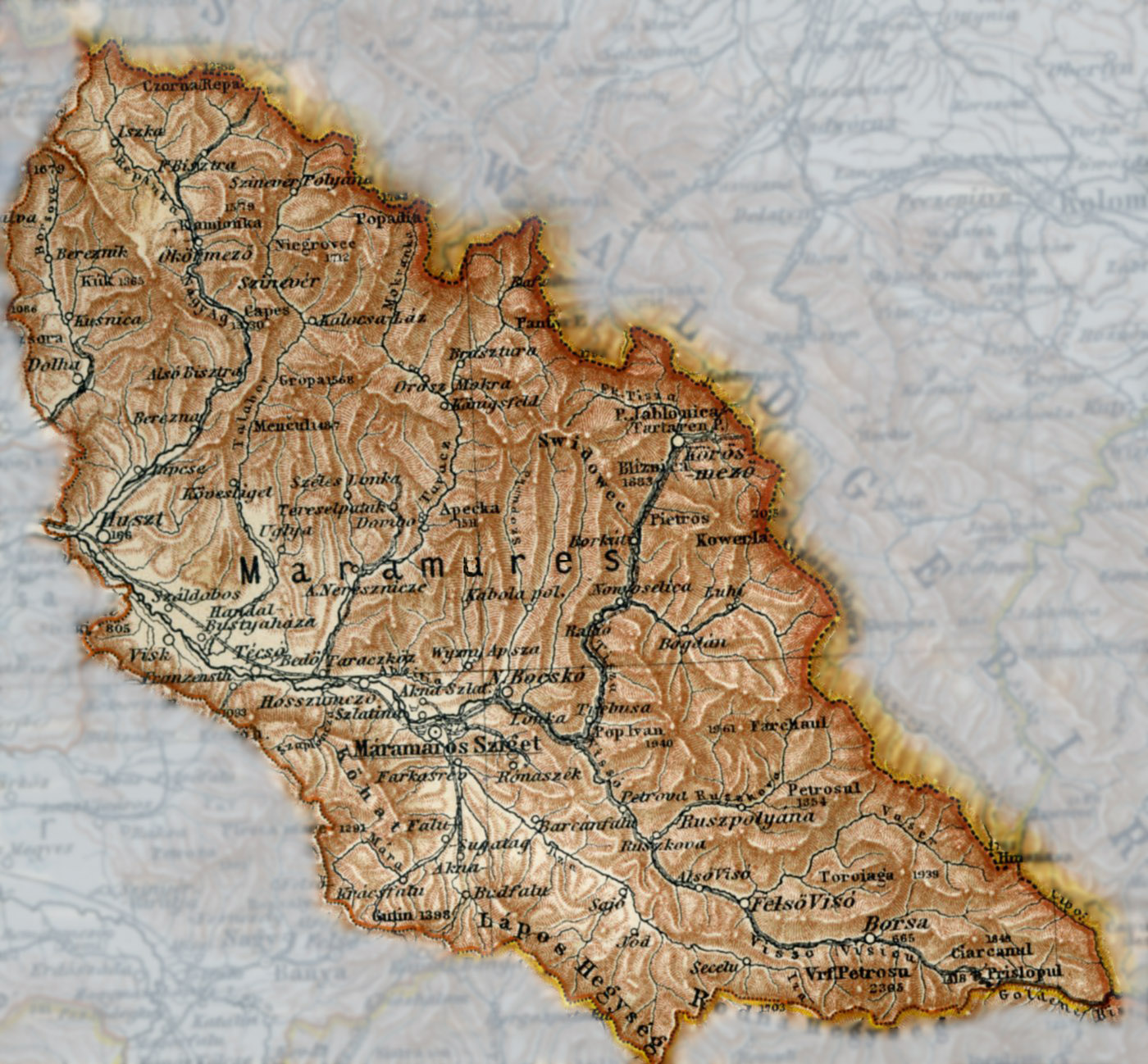
Carte détaillée de la Marmatie (Andrees Allgemeiner Handatlas, XIXe siècle).

Le voïvodat de Marmatie s’est constitué lors de la reconnaissance par la couronne hongroise des droits des joupans locaux valaques auxquels est alors conféré le titre de voïvodes. La présence de ces joupans relie les anciennes (et peut-être légendaires) principautés slavo-roumaines (dites de Gelou, Glad et Menumorout) antérieures à la conquête hongroise, au Maramureș dont l’existence comme voïvodat de Marmatie est parfaitement attestée par des sources multiples et concordantes ainsi que par les toponymes roumains y compris en Marmatie du Nord aujourd’hui ukrainienne, comme les sommets Brebenescul, Menciul, Pietrosul ou Tomnaticul,.
Selon ces sources, la charte octroyée au voïvodat par les rois de Hongrie garantissait aux « Valaques » le droit de choisir eux-mêmes leur voïvode, des exemptions d'impôts (en échange du devoir de défendre la frontière orientale du royaume et de garder les cols des Carpates) et le droit d'être jugés selon le « droit valaque » (jus valachicum dans la charte de franchises de 1383).
Selon les chroniques hongroises, des seigneurs valaques du Maramureș seraient à l'origine de la fondation de la principauté de Moldavie au XIVe siècle.
Au XIVe siècle, face à la pression des Tatars, la couronne hongroise cherche à intégrer les aristocrates marmatiens dans son système féodal. Pour cela, elle tente de substituer, au système byzantin des charges et des offices (les joupans, les cnèzes et les voïvodes des valaques et des slaves), le système occidental et hongrois de titres héréditaires (en l'occurrence, celui de comte). Parallèlement, elle cherche à faire passer l'aristocratie slave et roumaine, orthodoxe, au catholicisme. Certains acceptent et sont ainsi magyarisés, intégrés à la noblesse hongroise ; d'autres refusent et quittent la Marmatie pour le pays du Lăpuș (au sud) où ils fondent des domaines et villages comme Cupșeni ou Măgoaja, ou encore pour la marche de Moldavie qu'ils détachent de la dépendance hongroise pour fonder, en 1359, la principauté indépendante de Moldavie.

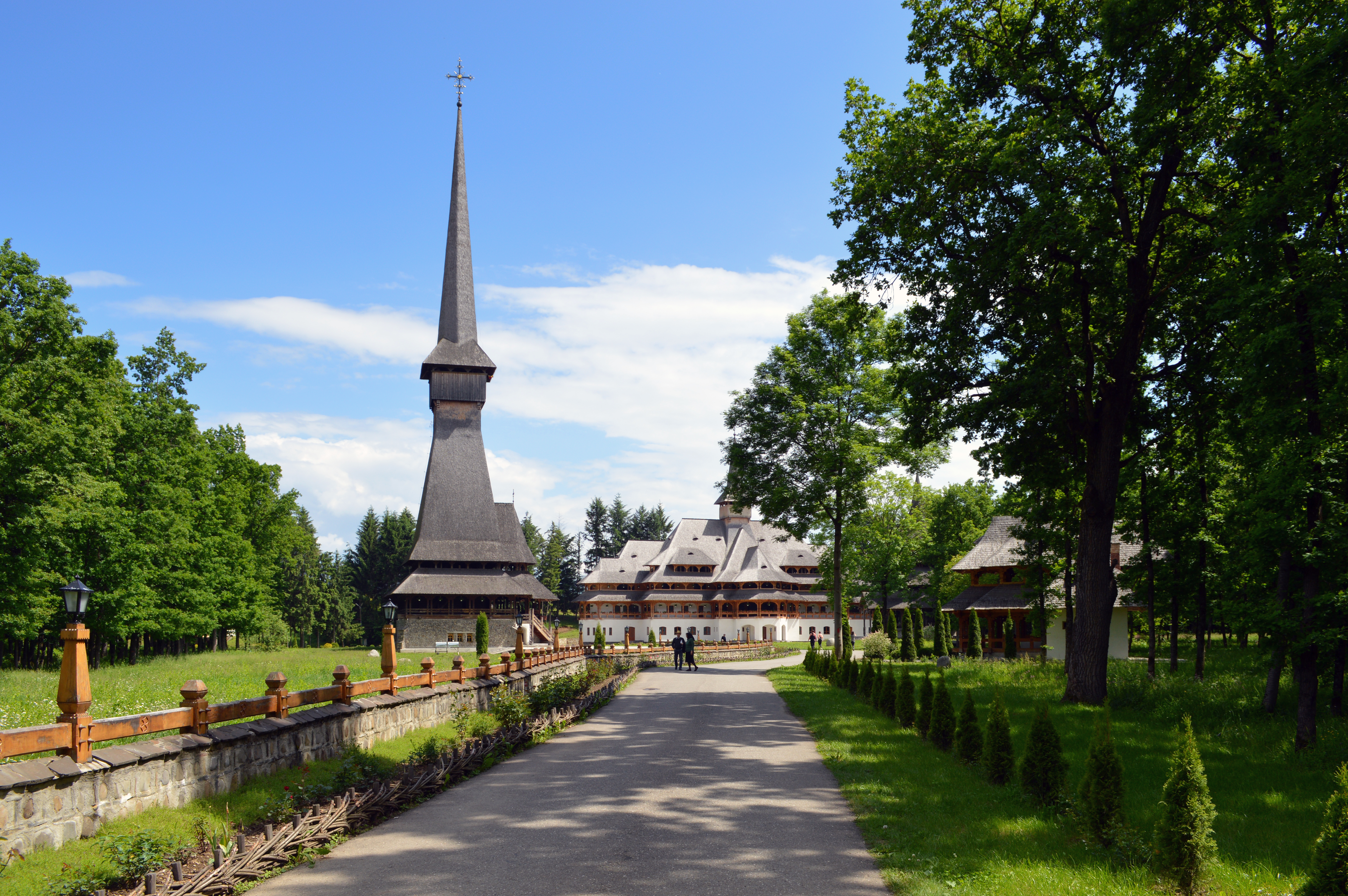
Centre monastique et exarchat historique de Săpânța-Peri, mentionné en 1391 et rénové en 1997.

En ce sens, la Marmatie est à l'origine de la Moldavie. Dans le détail, Dragoș de Bedeu, après ses victoires sur les Tatars lors de l'expédition à l'est des Carpates du roi Louis d'Anjou, est tout d'abord chargé, en 1351, de réorganiser la marche vassale de Moldavie, et notamment de reconstruire et de remettre en route, à l'aide de maîtres maçons, charpentiers et mineurs allemands, les forteresses de Baia, Suceava, Strășineț, Hotin et Piatra Neamț ainsi que les mines environnantes. Huit ans plus tard, en 1359, Bogdan de Cuhea, qui s'opposait aux changements voulus en Marmatie par la couronne hongroise, passe en Moldavie, en chasse Balc, fils de Dragoș de Bedeu, puis rallie à sa cause les boyards moldaves et les fortins de Bârlad, Soroca, Orhei, Tighina et Cetatea Albă (sur le Nistre, face aux Tatars) ainsi que les chefs des Iasses (dont la capitale, Aski, s'appelle aujourd'hui Iași) : fort de toutes ces allégeances, il se proclame alors voïvode indépendant, inaugurant ainsi l'existence de la Principauté de Moldavie. Naturellement les rois de Hongrie réagissent, mais ils sont battus en 1395 à la bataille de Kendö/Chindăoani, d'autant que le voïvode de Moldavie, Pierre Ier, avait pris la précaution d'offrir sa vassalité au roi de Pologne, Ladislas II Jagellon, qui lui avait envoyé des contingents.  
En Marmatie même, en 1381, Balc et Drag de Bedeu, restés fidèles à la couronne hongroise, tentent tout de même de résister au changement de système en s'appuyant sur le Patriarcat de Constantinople : ils se rendent pour cela à Constantinople et obtiennent du patriarche Néilos Kérameos le titre de stavropégie pour le principal centre monastique marmatien, celui de Peri, dont l'exarchat s'étend désormais sur les régions voisines du Bereg, de Satu Mare, Sălaj, Ciceu et Bistrița.
Malgré ces efforts, à la fin du XIVe siècle le voïvodat autonome de la Marmatie disparaît (celui de Transylvanie subsistera jusqu'en 1867). Il est remplacé par le comté (en hongrois : megye) de Máramaros, qui n’est qu’une division administrative du royaume magyar, sans autonomie. Celui-ci subsistera, dans les mêmes limites que le voïvodat, jusqu'en 1918.

## Dirigeants
Voïvodes de Marmatie
- Codrea de Câmpulung 1320 - 1330
- Bogdan de Cuhea 1330 - 1342
- Oprea de Săpânța, fils de Codrea 1343 - 1345
- Ioan de Cuhea et Rozavlea, fils de Iuga  1345 - 1355
- Bogdan de Cuhea 1355 - 1359
- Ștefan de Cuhea et Săliște, fils de Iuga 1359 - 1365
- Sas de Bedeu 1365 - 1368
- Balc de Bedeu 1368 - 1387 ; 1400 - 1402
- Drag de Bedeu 1387 - 1400

## Sources
1. ↑  En héraldique, gueules = rouge.
2. 1 2  János Mihályi de l’université de Budapest : Máramarosi diplomák a XIV és XV századbol (« Chartes de Marmatie des XIVe et XVe siècles »), Sighet, 1900, p. 619 et suiv. ; Alexandru Filipașcu de l’université de Cluj : L’ancienneté des Roumains de Marmatie (en français), éd. du Centre d’études et de recherches transylvaines de l'Université Ferdinand I-er de Sibiu, Bibliotheca rerum Transsilvaniae, 1945, p. 8-33.
3. ↑  Les plus hauts sommets des Carpates ukrainiennes .
4. ↑  O. M. Marinitch (dir.), Encyclopédie géographique de l'Ukraine - Географічна енциклопедія України: в 3-х томах / Редколегія: О. М. Маринич (відпов. ред.) та ін. — К.: «Українська радянська енциклопедія» імені М. П. Бажана, 1989.
5. ↑  Teofil Ivanciuc, (ro) „Acte medievale românești emise la Sighet” in : Revista Arhivei Maramureșene, Sighet 2014